# Ransdorp
Ransdorp è una località dei Paesi Bassi situata nella provincia dell'Olanda Settentrionale. Fa parte della municipalità di Amsterdam ed è situata nello stadsdeel Amsterdam-Noord.
Situata a 7 km a est della città di Amsterdam, la località conta 245 abitanti (2004).
Ransdorp è stata un comune autonomo fino al 1º gennaio 1921, quando fu assorbita, dal comune di Amsterdam. Nel suo territorio contava anche le località di Durgerdam, Holysloot, e Schellingwoude.